# گمینا مشلیبوژ
گمینا مشلیبوژ (به لهستانی:  Gmina Myślibórz) یک گمینا در لهستان است که در شهرستان مشلیبوژ واقع شده‌است. گمینا مشلیبوژ ۳۲۸٫۳۳ کیلومتر مربع مساحت و ۲۰٬۸۹۸ نفر جمعیت دارد.